# Août 2005 en sport
Cette page concerne l'actualité sportive du mois d'août 2005.

## Mercredi3 août
- Football : Zinédine Zidane et Claude Makélélé annoncent leur retour en équipe de France pour les derniers matches qualificatifs pour la Coupe du monde 2006. Ils seront présents contre la Côte d'Ivoire le 17 août prochain. Lilian Thuram devrait les rejoindre…

## Vendredi5 août
- Football :
  - reprise du Championnat d'Allemagne avec une victoire 3-0 du Bayern de Munich sur le Borussia Mönchengladbach dans la nouvelle enceinte munichoise : l'Allianz-Arena.
  - reprise du Championnat de Belgique avec une victoire 2-0 du FC Bruges sur le Royal Excelsior Mouscron.

## Samedi6 août
- Athlétisme, championnats du monde :
  - L'Équatorien Jefferson Pérez est le premier champion du monde sacré à l'occasion des dixièmes championnats du monde d'Helsinki. Il précède sur le 20 km marche masculin en 1 h 18 min 35 s deux Espagnols : F.J. Fernández et J.M. Molina.
  - Triplé éthiopien sur 10 000 m féminin : Tirunesh Dibaba devant Berhane Adere et Ejegayehu Dibaba.
  - L'Américain Adam Nelson enlève le concours du poids masculin avec un jet à 21,73 m devant le Néerlandais Rutger Smith (21,29 m) et l'Allemand Ralf Bartels (20,99 m).
- Rugby, Tri-nations : l'Afrique du Sud bat la Nouvelle-Zélande sur le score de 22 à 16 au Cap.
- rugby à XIII, championnat de France : l'Union Treiziste Catalane bat Toulouse par 66 à 16 et réussit ainsi le doublé Coupe-Championnat.

## Dimanche7 août
- Athlétisme, championnats du monde :
  - La Russe Olimpiada Ivanova remporte le 20 km marche féminin en portant le record du monde à 1 h 25 min 41 s.
  - Le Lituanien Virgilijus Alekna conserve son titre de champion du monde du lancer du disque masculin sur son dernier jet !
  - La Suédoise Carolina Klüft conserve son titre sur l'heptathlon devant la Française Eunice Barber et la Ghanéenne Margaret Simpson.
  - L'Américain Justin Gatlin remporte le 100 mètres masculin en 9 s 88 devant Michael Frater et Kim Collins.
  - La Jamaïcaine Trecia Smith remporte le concours du triple saut féminin devant la Cubaine Yargelis Savigne et la Russe Anna Pyatykh.
- Compétition automobile, championnat du monde des Rallyes : le Finlandais Marcus Grönholm remporte le Rallye des mille lacs sur Peugeot. Il met fin à une série record de six victoires consécutives du Français Sébastien Loeb, deuxième sur le Mille Lacs.
- Football : ouverture traditionnelle de la saison anglaise avec le Community Shield. Le champion, Chelsea, s'impose sur le vainqueur de la FA Challenge Cup, Arsenal : 2-1. Didier Drogba signe un doublé.

## Lundi8 août
- Athlétisme, championnats du monde :
  - Doublé éthiopien sur le 10 000 mètres masculin avec la victoire attendue de Kenenisa Bekele devant Sileshi Sihine et le Kényan Moses Mosop.
  - Doublé biélorusse sur le marteau masculin avec le titre pour Ivan Tikhon devant Vadim Devyatovskiy et le Polonais Szymon Ziolkowski.
  - L'Ougandaise Docus Inzikuru remporte le premier titre mondial féminin du 3 000 mètres steeple, nouvelle discipline au programme.
  - La Suédoise Kajsa Bergqvist enlève le concours de la hauteur féminine.
  - L'Américaine Lauryn Williams remporte le 100 mètres féminin devant la Jamaïcaine Veronica Campbell et la Française Christine Arron.

## Mardi9 août
- Athlétisme, championnats du monde : programme bouleversé par la pluie ; report notamment de la finale du lancer du disque.
  - Le Qatarien Saif Saaeed Shaheen remporte le 3 000 mètres steeple masculin devant les Kényans Ezekiel Kemboi et Brimin Kipruto.
  - La Cubaine Zulia Calatyud enlève le 800 mètres féminin devant la Marocaine Hasna Benhassi et la Russe Tatyana Andrianova.
  - Doublé américain sur le 400 mètres haies masculin avec Bershawn Jackson devant James Carter et le Japonais Dai Tamesue.

## Mercredi10 août
- Athlétisme, championnats du monde :
  - La Bahamienne Tonique Williams-Darling remporte le 400 mètres féminin devant l'Américaine Sanya Richards et la Mexicaine Ana Guevara.
  - L'Américaine Tianna Madison enlève le concours féminin de la longueur devant la Russe Tatyana Kotova et la Française Eunice Barber.
  - L'Américain Bryan Clay s'impose sur le décathlon devant le Tchèque Roman Šebrle et le Hongrois Attila Zsivoczky.
  - L'Estonien Andrus Värnik remporte le concours du lancer du javelot masculin devant le Norvégien Andreas Thorkildsen et le Russe Sergueï Makarov.
  - Le bahreïnien Rashid Ramzi enlève le 1 500 mètres masculin devant le Marocain Adil Kaouch et le Portugais Rui Silva.

## Jeudi11 août
- Athlétisme, championnats du monde :
  - L'Américaine Michelle Perry remporte le 100 mètres haies devant les Jamaïquaines Delloreen Ennis-London et Brigitte Foster.
  - Le Néerlandais Rens Blom enlève le concours masculin de saut à la perche devant l'Américain Brad Walker et le Russe Pavel Gerasimov.
  - L'Allemande Franka Dietzsch remporte le concours féminin du lancer du disque devant la Russe Natalya Sadova et la Tchèque Věra Pospíšilová.
  - L'Américain Walter Davis enlève le concours masculin de triple saut devant le Cubain Yoandri Betanzos et le Roumain Marian Oprea.
  - Quadruplé américain sur le 200 mètres masculin avec, sur le podium, Justin Gatlin, Wallace Spearmon et John Capel.

## Vendredi12 août
- Athlétisme, championnats du monde :
  - Le Russe Sergey Kirdyapkin remporte le 50 km marche devant son compatriote Aleksey Voyevodin et l'Italien Alex Schwazer.
  - L'Américaine Allyson Felix remporte le 200 mètres féminin devant sa compatriote Rachelle Boone-Smith et la Française Christine Arron.
  - La Russe Yelena Isinbayeva bat le record du monde du saut à la perche : 5,01 mètres. Derrière l'intouchable Russe, la Polonaise Monika Pyrek et la Tchèque Pavla Hamáčková.
  - Le Français Ladji Doucouré gagne le 110 mètres haies devant le Chinois Liu Xiang et l'Américain Allen Johnson.
  - La Russe Olga Kuzenkova enlève le concours féminin de marteau devant la Cubaine Yipsi Moreno et la Russe Tatyana Lysenko.
  - L'Américain Jeremy Wariner remporte le 400 mètres masculin devant son compatriote Andrew Rock et le Canadien Tyler Christopher.

## Samedi13 août
- Athlétisme, championnats du monde :
  - Le Marocain Jaouad Gharib conserve son titre sur le marathon devant le Tanzanien Christopher Isegwe et le Japonais Tsuyoshi Ogata.
  - La Russe Yuliya Pechonkina gagne le 400 mètres haies devant les Américaines Lashinda Demus et Sandra Glover. Attention, en raison d'une réclamation, ce podium n'est pas encore officiel. La Russe a commis une erreur en franchissant une haie, et elle pourrait être disqualifiée.
  - La Biélorusse Nadezhda Ostapchuk enlève le concours féminin du lancer du poids devant la Russe Olga Ryabinkina et la Néo-Zélandaise Valerie Vili.
  - Triplé éthiopien sur le 10 000 mètres féminin : Tirunesh Dibaba devant Meseret Defar et Ejegayehu Dibaba.
  - Les Américaines s'imposent sur le relais 4×100 mètres féminin devant le relais jamaïcain et le relais biélorusse.
  - Les Français remportent le relais 4×100 mètres masculin devant Trinité-et-Tobago et la Grande-Bretagne.
  - L'Américain Dwight Phillips enlève le concours masculin du saut en longueur devant le Ghanéen Ignisious Gaisah et le Finlandais Tommi Evilä.
- Football, Premier League : ouverture de la saison du Premiership avec le match Everton-Manchester United. Les Red Devils s'imposent 0-2 à Goodison Park.
- Rugby, Tri-nations : la Nouvelle-Zélande bat l'Australie à Sydney sur le score de 30 à 13.
- Cyclisme, Classique de Saint-Sébastien du ProTour 2005 : l'Espagnol Constantino Zaballa enlève l'épreuve devant son compatriote Joaquim Rodríguez et l'Italien Eddy Mazzoleni.

## Dimanche14 août
- Athlétisme, championnats du monde :
  - La Britannique Paula Radcliffe remporte le marathon féminin devant la Kényane Catherine Ndereba et la Roumaine Constantina Tomescu.
  - Le Bahreïnien Rashid Ramzi gagne le 800 mètres devant le Russe Yuriy Borzakovskiy et le Kényan William Yiampoy.
  - La Cubaine Osleidys Menéndez bat le record du monde du lancer du javelot féminin: 71,70 mètres. Derrière Osleidys Menéndez, on trouve deux Allemandes sur le podium : Christina Obergföll et Steffi Nerius.
  - Doublé russe sur le 1 500 mètres féminin : Tatyana Tomashova devant Olga Yegorova et la Française Bouchra Ghezielle. Après réclamation, Yuliya Chizhenko, deuxième, a été déclassée.
  - Le Russe Yuriy Krymarenko enlève le concours masculin du saut en hauteur devant le Russe Yaroslav Rybakov et le Cubain Víctor Moya, deuxièmes ex æquo.
  - Le Kényan Benjamin Limo remporte le 5 000 mètres masculin devant l'Éthiopien Sileshi Sihine et l'Australien Craig Mottram.
  - Le relais féminin russe s'impose sur le 4 × 400 mètres devant la Jamaïque et le Royaume-Uni.
  - Le relais masculin américain s'impose sur le 4 × 400 mètres devant Bahamas et la Jamaïque.
- Compétition automobile, Champcar : le Français Sébastien Bourdais remporte une troisième course consécutive en Champcar en enlevant le Grand Prix de Denver. Bourdais consolide sa première place au classement général du championnat.

## Lundi15 août
- Golf, USPGA : Phil Mickelson remporte le dernier tournoi majeur de la saison devant l'Australien Steve Elkington et le danois Thomas Bjørn. Le tournoi s'est terminé le lundi en raison des chutes de pluies qui ont perturbé le quatrième tour.

## Mercredi17 août
- Football : parmi les matches amicaux du jour, à noter la large victoire 3-0 de la France sur la Côte d'Ivoire et la large défaite 4-1 de l'Angleterre contre le Danemark.
- Cyclisme sur route : l'Italien Fabrizio Guidi de l'équipe Phonak contrôlé positif à l'occasion d'un contrôle sur le Tour d'Allemagne. C'est le quatrième contrôle positif en deux ans pour la formation suisse Phonak.

## Vendredi19 août
- Football : après bien des péripéties, le Lyonnais Michael Essien quitte la Ligue 1 en paraphant son contrat en faveur de Chelsea FC. Ce transfert évalué à 38 millions d'euros constitue un record pour un joueur évoluant en France.
- Rugby à XV, Top 14 : ouverture du championnat de France de rugby à XV avec un succès du champion en titre, le Biarritz olympique, chez le promu, le RC Toulon (20-10).

## Samedi20 août
- Rugby à XV, Tri-nations : les Springboks remportent leur troisième victoire consécutive dans le Tri nations 2005 en allant battre les australiens 22 à 19 à Perth.

## Dimanche21 août
- Compétition automobile, Grand Prix de Turquie de Formule 1 : le Finlandais Kimi Räikkönen remporte la victoire devant l'Espagnol Fernando Alonso.
- Tennis, finale belge du Masters du Canada : Kim Clijsters (tête de série no 7) bat Justine Hénin-Hardenne (tête de série no 4) 7/5 6/1. À la suite de ce tournoi, la WTA a une nouvelle numéro 1 : la Russe Maria Charapova qui profite de l'absence sur blessure de Lindsay Davenport depuis le Tournoi de Wimbledon.
- Badminton : fin du quatorzième championnat du monde de badminton à Anaheim (Californie). Grand succès des nations asiatiques, et pour la première fois une équipe américaine gagne le double messieurs. La représentante française en simple dame Pi Hongyan est éliminée en quart de finale.

## Mardi23 août
- Cyclisme sur route :
  - le journal sportif français L'Équipe publie une enquête dont il affirme qu'elle prouve que Lance Armstrong était dopé à l'érythropoïétine (EPO) pendant le Tour de France 1999. Le journal s'est servi des résultats d'une recherche expérimentale sur l'EPO.
  - L'Américain Levi Leipheimer remporte le Tour d'Allemagne, épreuve du ProTour 2005. Il est déclassé en 2012[1].

- Football :
  - Ligue des champions, dernier tour préliminaire, matches retour :
    - Lokomotiv Moscou  Russie - Rapid de Vienne  Autriche 1-1 et 0-1 (1-2 au total)
    - Partizan Belgrade  Serbie-et-Monténégro - FC Artmedia Bratislava  Slovaquie 0-0 et 0-0 (Bratislava au tab)
    - FC Thoune  Suisse - Malmö FF  Suède 1-0 et 3-0 (4-0 au total)
    - AS Monaco  France - Real Betis Séville  Espagne 0-1 et 2-2 (2-3 au total)
    - Panathinaïkos  Grèce - Wisla Cracovie  Pologne 1-3 et 4-1 (5-4 au total)
    - Rosenborg BK  Norvège - Steaua Bucarest  Roumanie 1-1 et 3-2 (4-3 au total)
    - Udinese Calcio  Italie - Sporting Clube de Portugal  Portugal 1-0 et 3-2 (4-2 au total)
    - Liverpool FC  Angleterre - CSKA Sofia  Bulgarie 3-1 et 0-1 (3-2 au total)

  - Coupe Intertoto, finales, matches retour :
    - RC Lens  France - CFR Cluj  Roumanie 1-1 et 3-1 (4-1 au total)
    - Olympique de Marseille  France - Deportivo La Corogne  Espagne 0-2 et 5-1 (5-3 au total)
    - Valence CF  Espagne - Hambourg SV  Allemagne 0-1 et 0-0 (0-1 au total)

## Mercredi24 août
- Football, matches retour du dernier tour préliminaire Ligue des champions de l'UEFA :
  - SK Slavia Prague  République tchèque - RSC Anderlecht  Belgique 1-2 et 0-2 (1-4 au total)
  - Ajax Amsterdam  Pays-Bas - Brondby IF  Suède 2-2 et 3-1 (5-3 au total)
  - Debrecen VSC  Hongrie - Manchester United  Angleterre 0-3 et 0-3 (0-6 au total)
  - Werder Brême  Allemagne - FC Bâle  Suisse 1-2 et 3-0 (4-2 au total)
  - Rangers FC  Écosse - Anorthosis Famagouste FC  Chypre 2-1 et 2-0 (4-1 au total)
  - Inter Milan  Italie - FC Shakhtar Donetsk  Ukraine 2-0 et 1-1 (3-1 au total)
  - FC Bruges  Belgique - Vålerenga IF  Norvège 0-1 et 1-0 (1-1 au total ; Bruges aux tab)
  - Villarreal CF  Espagne - Everton FC  Angleterre 2-1 et 2-1 (4-2 au total)

## Jeudi25 août
- Voile, Solitaire du Figaro : Jérémie Beyou remporte la course à étapes à l'occasion de sa neuvième participation à l'épreuve.

## Vendredi26 août
- Football, Supercoupe de l'UEFA : Liverpool FC remporte ce match de gala au Stade Louis-II de Monaco face au CSKA Moscou grâce à deux buts de Djibril Cissé.
- Athlétisme, Mémorial Van Damme : l'éthiopien Kenenisa Bekele bat le record du 10 000 mètres en 26 min 17 s 53 lors du meeting Golden League.

## Samedi27 août
- Cyclisme, Tour d'Espagne : le Russe Denis Menchov de la Rabobank remporte la première étape de la Vuelta 2005.

- Football :
  - Ouverture du championnat d'Italie de Serie A avec le match AS Livourne Calcio-US Lecce (2-1).
  - Ouverture du championnat d'Espagne de Primera Division avec la rencontre Deportivo Alavés-FC Barcelone (0-0).

- Tennis, WTA Tour, Tournoi de tennis de New Haven : Lindsay Davenport remporte le tournoi face à Amélie Mauresmo en finale (6-4 / 6-4). Ce succès de l'Américaine après un mois et demi d'arrêt à la suite d'une blessure au dos lui permet de retrouver sa position de numéro un mondiale.
- Rugby à XV, Tri-nations : la Nouvelle-Zélande s'impose 31-27 sur l'Afrique du Sud. Les Blacks devront s'imposer sur l'Australie le 3 septembre prochain pour remporte le Tri-nations.
- Rugby à XIII, Coupe d'Angleterre de rugby à XIII : au Millennium Stadium de Cardiff en finale de la Cup, Hull FC s'impose 25-24 face aux Leeds Rhinos.

## Dimanche28 août
- Compétition automobile, championnat du monde des rallyes : le Français Sébastien Loeb enlève pour la quatrième année consécutive le Rallye d'Allemagne. C'est son huitième succès cette saison.
- Compétition motocycliste, championnat du monde de vitesse moto : l'Italien Valentino Rossi s'impose en moto GP dans le Grand Prix de République tchèque devant ses compatriotes Loris Capirossi et Max Biaggi. L'Espagnol Daniel Pedrosa remporte la course des 250 cm3 tandis que le Suisse Thomas Luthi gagne sur 125 cm3.
- Cyclisme, Tour d'Espagne : l'Italien Leonardo Bertagnolli de la Cofidis remporte la deuxième étape de la Vuelta 2005, mais il sera déclassé en 2012. L'Australien Bradley McGee de la Française des jeux prend la tête du classement général.

## Lundi29 août
- Cyclisme, Tour d'Espagne : l'Italien Alessandro Petacchi de la Fassa Bortolo remporte la troisième étape de la Vuelta 2005 ; l'Australien Bradley McGee de la Française des jeux conserve la tête du classement général.
- Tennis, US Open : ouverture du tournoi new yorkais du Grand Chelem.

## Mardi30 août
- Cyclisme, Tour d'Espagne : l'Italien Alessandro Petacchi de la Fassa Bortolo remporte la quatrième étape de la Vuelta 2005 ; l'Australien Bradley McGee de la Française des jeux conserve la tête du classement général.

## Mercredi31 août
- Cyclisme, Tour d'Espagne : le Norvégien Thor Hushovd de l'équipe Crédit agricole remporte la cinquième étape de la Vuelta 2005 ; l'Australien Bradley McGee de la Française des jeux conserve la tête du classement général.